# نهر أوشا
أوشا هو نهر يقع في أوبلاست أومسك في روسيا، وهو أحد روافد نهر إيرتيش.

## روابط خارجية
- مقالة من الموسوعة السوفيتية العظمى